# Simon Ier de Lorraine
Pour les articles homonymes, voir Simon Ier.
Simon Ier de Lorraine, dit le grois, né vers 1076, mort le 13 ou 14 janvier 1139, duc de Lorraine de 1115 à 1139 et marchis. Il est le fils du Thierry II, duc de Lorraine, et d'Edwige de Formbach ou de Gertrude de Flandre.
Il fonde notamment l'abbaye cistercienne de Sturzelbronn en 1135 où il est inhumé et qui sera le lieu de sépulture des ducs de Lorraine pendant un siècle.

## Filiation
Il y a eu un doute sur la mère de Simon ; longtemps considéré comme le fils d'Hedwige de Formbach, certains généalogistes comme Hans-Walter Herrmann (de) dans sa Neue Deutsche Biographie l'ont plutôt considéré comme le fils de Gertrude de Flandre. Mais l'analyse des parentés montre bien qu'il est fils d'Hedwige de Formbach.
Les raisons qui ont conduit à douter qu'il soit fils d'Hedwige :
- Galbert de Bruges, dans son ouvrage Meurtre de Charles le Bon, signale que Gertrude est devenue duchesse d'Alsace et a eu pour fils Simon et Gérard ;
- Simon le 11 avril 1126 demande aux chanoines de la cathédrale de Toul « de prier pour le repos de son âme et pour ses prédécesseurs, notamment son père Thierry et sa mère Gertrude ».

La confusion viendrait du fait qu'à cette époque on nommait frère indifféremment son frère et son beau-frère ; Simon dans une charte destinée aux chanoines de Saint-Dié signale son frère Lothaire, roi des Romains, indication reprise par Henri évêque de Toul dans un acte de 1134 (Cartulaire de Belval), mais cette confusion existe également entre mère et belle-mère. D'autre part, les auteurs flamands sont mal renseignés sur la maison de Lorraine et plusieurs attribuent le comté d'Alsace à Thierry II, alors qu'il n'en a jamais été comte ou duc.
En fait, tout tient sur la filiation de l'épouse de Simon Ier. Au XIIe siècle, la Sächsische Weltchronik (de) précise que Simon, duc de Lorraine, épousa « la fille de sa belle-mère qu'elle avait eu de son premier mari le comte Henri ». Le premier mari d'Hedwige de Formach était le comte Gebhard de Supplinbourg, tandis que celui de Gertrude de Flandre était le comte Henri III de Louvain. Gertrude est donc la belle-mère de Simon Ier, lequel ne peut être que fils de Thierry II et d'Hedwige de Formach :
| Gebhard de Supplinbourg | Gebhard de Supplinbourg | Gebhard de Supplinbourg | Gebhard de Supplinbourg | Gebhard de Supplinbourg | Gebhard de Supplinbourg |                       |                       | Hedwige de Formbach   | Hedwige de Formbach   | Hedwige de Formbach | Hedwige de Formbach | Hedwige de Formbach       | Hedwige de Formbach       |                           |                           | Thierry II duc de Lorraine | Thierry II duc de Lorraine | Thierry II duc de Lorraine | Thierry II duc de Lorraine | Thierry II duc de Lorraine | Thierry II duc de Lorraine |  |  | Gertrude de Flandre | Gertrude de Flandre | Gertrude de Flandre | Gertrude de Flandre | Gertrude de Flandre | Gertrude de Flandre |                     |                     | Henri III comte de Louvain | Henri III comte de Louvain | Henri III comte de Louvain | Henri III comte de Louvain | Henri III comte de Louvain | Henri III comte de Louvain |  |  |
| Gebhard de Supplinbourg | Gebhard de Supplinbourg | Gebhard de Supplinbourg | Gebhard de Supplinbourg | Gebhard de Supplinbourg | Gebhard de Supplinbourg |                       |                       | Hedwige de Formbach   | Hedwige de Formbach   | Hedwige de Formbach | Hedwige de Formbach | Hedwige de Formbach       | Hedwige de Formbach       |                           |                           | Thierry II duc de Lorraine | Thierry II duc de Lorraine | Thierry II duc de Lorraine | Thierry II duc de Lorraine | Thierry II duc de Lorraine | Thierry II duc de Lorraine |  |  | Gertrude de Flandre | Gertrude de Flandre | Gertrude de Flandre | Gertrude de Flandre | Gertrude de Flandre | Gertrude de Flandre |                     |                     | Henri III comte de Louvain | Henri III comte de Louvain | Henri III comte de Louvain | Henri III comte de Louvain | Henri III comte de Louvain | Henri III comte de Louvain |  |  |
|                         |                         |                         |                         |                         |                         |                       |                       |                       |                       |                     |                     |                           |                           |                           |                           |                            |                            |                            |                            |                            |                            |  |  |                     |                     |                     |                     |                     |                     |                     |                     |                            |                            |                            |                            |                            |                            |  |  |
|                         |                         |                         |                         | Lothaire III empereur   | Lothaire III empereur   | Lothaire III empereur | Lothaire III empereur | Lothaire III empereur | Lothaire III empereur |                     |                     | Simon Ier duc de Lorraine | Simon Ier duc de Lorraine | Simon Ier duc de Lorraine | Simon Ier duc de Lorraine | Simon Ier duc de Lorraine  | Simon Ier duc de Lorraine  |                            |                            |                            |                            |  |  |                     |                     |                     |                     | Adélaïde de Louvain | Adélaïde de Louvain | Adélaïde de Louvain | Adélaïde de Louvain | Adélaïde de Louvain        | Adélaïde de Louvain        |                            |                            |                            |                            |  |  |
|                         |                         |                         |                         | Lothaire III empereur   | Lothaire III empereur   | Lothaire III empereur | Lothaire III empereur | Lothaire III empereur | Lothaire III empereur |                     |                     | Simon Ier duc de Lorraine | Simon Ier duc de Lorraine | Simon Ier duc de Lorraine | Simon Ier duc de Lorraine | Simon Ier duc de Lorraine  | Simon Ier duc de Lorraine  |                            |                            |                            |                            |  |  |                     |                     |                     |                     | Adélaïde de Louvain | Adélaïde de Louvain | Adélaïde de Louvain | Adélaïde de Louvain | Adélaïde de Louvain        | Adélaïde de Louvain        |                            |                            |                            |                            |  |  |
|                         |                         |                         |                         |                         |                         |                       |                       |                       |                       |                     |                     |                           |                           |                           |                           |                            |                            |                            |                            |                            |                            |  |  |                     |                     |                     |                     |                     |                     |                     |                     |                            |                            |                            |                            |                            |                            |  |  |

## Biographie
Il succède à son père en 1115 et accompagne l'empereur Henri V en 1122 à la Diète de Worms, qui met fin à la Querelle des Investitures.
À l'intérieur du duché, il entre en conflit avec Étienne de Bar, évêque de Metz et Adalbéron de Montreuil, archevêque de Trèves, tous deux alliés du comte de Bar. L'archevêque l'excommunie une première fois à la suite d'une querelle avec les chanoines de la collégiale de Saint-Dié. Il est accusé de percevoir des taxes trop importantes sur les terres et en particulier sur celle de Coincourt ; l'intervention du pape ne fait pas changer l'attitude de Simon. Il est donc excommunié par l'archevêque de Trèves mais le pape Innocent II lève l'excommunication.

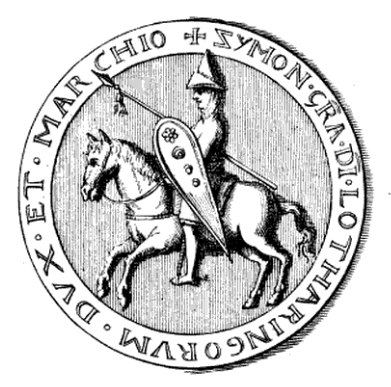
Sceau équestre du duc Simon Ier de Lorraine.

Il est ensuite en querelle avec les abbesses de Remiremont : Simon a fait construire un château sur les terres de l'abbaye sans l'autorisation des abbesses. Saint Bernard dont il est l'ami intervient par courrier auprès de l'épouse de Simon. Il détruit la forteresse mais usurpe des terres appartenant à l'abbaye. Le pape demande aux évêques de Toul et de Metz de défendre l'abbaye ; il excommunie Simon et jette l'interdit sur le duché.
En guerre contre l'archevêque de Trèves, et aidé par le duc de Bavière et le comte de Salm, il s'empare de plusieurs forteresses de l'archevêque. Lothaire lui vient secondairement en aide et il ravage les terres de l'archevêque. Adalberon l'excommunie et jette l'interdit sur ses états.
Il fonde plusieurs abbayes dont celle de Sturzelbronn en 1135 où il sera inhumé une seconde fois, après l'avoir été à Saint-Dié. En effet lors de son décès, son entourage ignore que Simon a été excommunié par le pape le 17 décembre 1138, et son corps est déposé dans l'église de la collégiale de Saint-Dié, mais celle-ci est frappée d'interdit. On le transporte donc à Sturzelbronn où la cérémonie se déroule le 19 avril 1139. L'interdit ne sera levé que quatre ans plus tard par le pape Luce II (bulle du 22 mars 1143).
Il épouse en 1112 ou 1113 Adélaïde de Louvain, fille d'Henri III de Louvain et de Gertrude de Flandre, laquelle est la belle-mère de Simon. Selon la légende, Adélaïde est une jeune femme légère, très influencée par la littérature courtoise qui se développe alors, qui donne de nombreuses fêtes dans sa résidence de Prény. Elle y reçoit Norbert, le fondateur de l'ordre de Prémontré en 1132, auquel le couple ducal aurait offert la vallée de Sainte-Marie-aux-Bois. Elle aurait également été rendue à des mœurs plus sages par le passage de Bernard de Clairvaux, fondant en geste d'humilité l'abbaye de Sturzelbronn. Devenue veuve, elle prend le voile à l'abbaye du Tart.
Adélaïde est inhumée dans l'ancienne église de l'abbaye Notre-Dame de l'Étanche qui fut détruite lors de la guerre de Trente Ans.
Ils ont comme enfants :

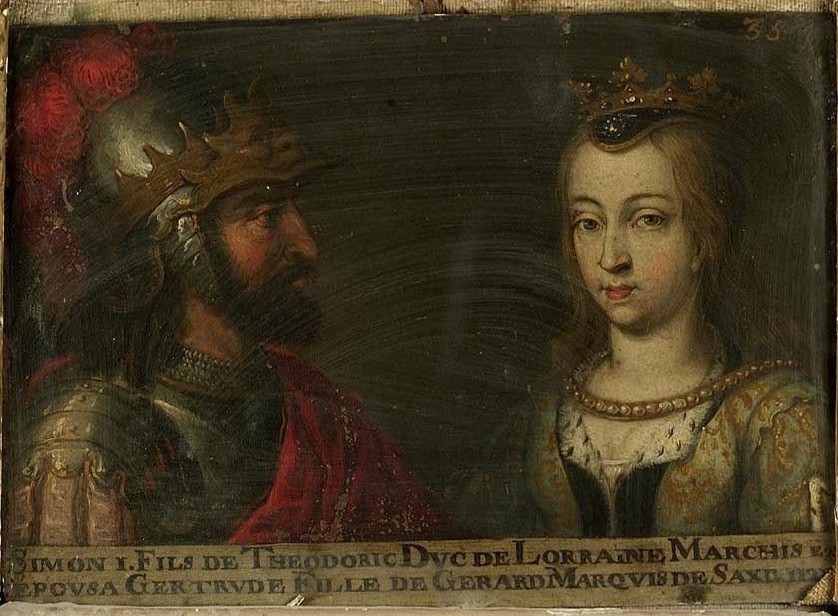
Simon Ier et son épouse (XVIIe siècle) Le nom et l'origine de la duchesse sont erronés.

- Mathieu Ier (v. 1119 † 1176), duc de Lorraine ;
- Robert, seigneur de Floranges (près de Thionville) ;
- Agathe, épouse vers 1130 Renaud III, comte de Bourgogne († 1148/1149) ;
- Hedwige, épouse de Frédéric III, comte de Toul ;
- Baudouin de Lorraine, moine ; il passe son existence en Flandre ;
- Bertha (1116 - † 1162) mariée à Hermann III († 1160), margrave de Bade ;
- Mathilde, épouse de Gottfried Ier comte de Sponheim[à vérifier] ;
- Jean de Lorraine, une seule fois cité dans les documents ; cité comme témoin dans la charte de fondation de l'abbaye de l'Étanche (« [...] Johannes frater Ducis [...] »).

Selon certains auteurs, il serait aussi le père de :
- Pétronille, mariée à Arnould III de Berghes-Saint-Winocq, châtelain d'Ardres. Pétronille est dite fille de Marguerite de Hennin-Liétard[7]… ce qui ne simplifie guère la question matrimoniale de Simon Ier…
- Matthias ;
- Baudouin Ier, seigneur de Hénin-Liétard, marié à Isabeau de Hainaut, auteurs de la Maison d'Alsace-Hénin-Liétard. Baudouin, comme Pétronille sa sœur, est dit fils de Marguerite de Hennin-Liétard[7] ;
- Vauthier de Haute Lorraine, Seigneur de Gerbéviller[8].

## Sources
- Simon I. Herzog von Lothringen (1115-1139).
- Henry Bogdan, La Lorraine des ducs, sept siècles d'histoire, Perrin, 2005 [détail des éditions] (ISBN 2-262-02113-9).